# Niemojew (gromada)
Niemojew – dawna gromada, czyli najmniejsza jednostka podziału terytorialnego Polskiej Rzeczypospolitej Ludowej w latach 1954–1972.
Gromady, z gromadzkimi radami narodowymi (GRN) jako organami władzy najniższego stopnia na wsi, funkcjonowały od reformy reorganizującej administrację wiejską przeprowadzonej jesienią 1954 do momentu ich zniesienia z dniem 1 stycznia 1973, tym samym wypierając organizację gminną w latach 1954–1972.
Gromadę Niemojew siedzibą GRN w Niemojewie utworzono – jako jedną z 8759 gromad na obszarze Polski – w powiecie sieradzkim w woj. łódzkim, na mocy uchwały nr 38/54 WRN w Łodzi z dnia 4 października 1954. W skład jednostki weszły obszary dotychczasowych gromad Jeżopole, Kluski i Niemojew (z wyłączeniem wsi Piaski) ze zniesionej gminy Klonowa w tymże powiecie. Dla gromady ustalono 23 członków gromadzkiej rady narodowej.
1 stycznia 1958 z gromady Niemojew wyłączono lasy państwowe „Smok” włączając je do gromady Klonowa w tymże powiecie, po czym gromadę Niemojew włączono do powiatu wieluńskiego, gdzie równocześnie została zniesiona, a jej (pozostały) obszar włączony do gromady Lututów tamże.